# Prosopocera bipunctata
Prosopocera bipunctata là một loài bọ cánh cứng trong họ Cerambycidae.